# Polytrichum recurvipilum
Polytrichum recurvipilum är en bladmossart som beskrevs av C. Müller 1897. Polytrichum recurvipilum ingår i släktet björnmossor, och familjen Polytrichaceae. Inga underarter finns listade i Catalogue of Life.